# Terrorcore
Terrorcore (někdy zkráceně Terror; jinak znám jako Deathcore nebo Evilcore) je hudební styl zaměřující se na těžkotonážnost, temnotu a distorzi.
Rychlost terroru se pohybuje okolo 200 až 250 BPM.
Nejčastěji používané prvky v terroru jsou metalové samply, pasáže z hororů, tvrdé basové linky, scratche a často také čerpá z hip hopu.

## Interpreti[2][3]
- Akira
- Al Core
- Delta 9
- Drokz
- Liza N Eliaz
- Nasenbluten
- Nordcore GMBH
- Noisekick
- NSD
- Rapid S
- ScreamerClauz
- Technological Terror Crew

## Labely
- Bloody Fist
- Dark Park
- HHS
- Industrial Strength
- Nordcore Records